# Zaštita prirode
Iako se često poistovjećuje s pojmom ekologija, zaštita prirode je pojam koji opisuje aktivnosti koje uvelike premašuju sferu djelovanja ekologije.

## Povijest
Suvremeni način života, začet 1776., kada je James Watt usavršio parni stroj, bitno mijenja suživot čovjeka s njegovom okolinom. Čovjek se stavlja u središte svega. Smatralo se kako su sva prirodna, živa i neživa dobra tu samo da služe čovjeku, a prirodna dobra su uz to neiscrpna. Poznata je tako Grotiusova doktrina po kojoj su prirodna bogatstva mora neiscrpna, ma koliko ih mi izlovljavali. Taj, stručno nazvan homocentrični sustav (čovjek u sredini), vladao je čovječanstvom do 60-tih godina 20. stoljeća, kada su se počele primjećivati štetne posljedice.
Homocentrični sustav više nije suvremen, te sve više razvojna vizija svijeta naglašava ekocentrični sustav, čije je polazište ekosistem, ukupnost živih i neživih organizama na Zemlji, koji između sebe izmjenjuju materiju, energiju i informacije.
Simulacije pokazuju kako više nije moguće nastaviti s ekspanzijom proizvodnje, potrošnje i otpada, a da se priroda trajno ne ošteti, te treba tražiti ne više samo industrijski rast nauštrb prirode, već rast u skladu s prirodom i njenim mogućnostima. U krajnjoj liniji - osiromašivanje prirode znači i ljudsko osiromašivanje, jer većinu tvari koje trebamo za život uzimamo iz same prirode, tako da je i u ekonomskom interesu čovjeka očuvati prirodne resurse - kako bi ostali dostupni nama i generacijama koje dolaze.

## Veća zagađenja
Veliko zagađenje nastaje zbog fosilnih goriva. Moderni svijet se pokreće na benzin, naftu i ugljen. Sadašnji stupanj razvoja još uvijek je uglavnom okrenut smanjenju zagađenja, poput uvođenja bezolovnog benzina, a manje uvođenju alternativnih izvora energije - sunca, vode, vjetra i geotermalnih izvora.
Nažalost, zamjetno je kako se uvođenjem alternativnih izvora najviše bave oni bogati, dijelom čak prebacujući prljave industrije u nerazvijene zemlje i zaboravljajući kako to rješava samo lokalni učinak zagađenja, npr. brda jalove šljake, a globalni učinak ostaje. Siromašni nemaju ni vremena ni novca za razmišljanje o ekologiji i suživotu s prirodom - u tim se zemljama ljudi ne žale ni na najprljaviju industriju ni zastarjelu tehnologiju koja onečišćuje.
Također, unatoč idejama nekih ekstremnih poklonika ekologije, ekocentrični sustav, sustav suživota s okolinom, ne znači povratak na staro, razdoblje prije industrijske revolucije, i ne traži od nas da se odreknemo automobila u korist konja ili PC-kompjutera u korist ekologije.

## Ekocentrični sustav
Ekocentrični sustav svim snagama koristi moderna tehnička dostignuća kako bi sebe unaprijedio i kako bi omogućio razvoj uz sklad: nadzorni sustavi koji zaustavljaju pogon čim se detektira izlazak štetnih tvari u okoliš ili satelitsko praćenje divljih životinja kako bi se saznalo koliko im je stanište potrebno predstavljaju primjere korištenja suvremenih tehnologija u očuvanju i razvoju ekosustava.
Ocem moderne zaštite prirode smatra se američki prirodoslovac Aldo Leopold.

## Ekološke katastrofe
Godine 1989. naftni tanker Exxon Valdez nasukao se na Aljaski. U Tihi ocean je isteklo više od 35.000 tona nafte što je uzrokovalo smrt tisuća morskih ptica. Donja tablica predstavlja popis najteži izljeva nafte:
| Tanker (mjesto katastrofe)                               | Datum          | Iscurilo nafte u tonama |
| -------------------------------------------------------- | -------------- | ----------------------- |
| Atlantic Empress i Aegean Captain (Trinidad)             | Srpanj 1979.   | 300.000                 |
| Castillio de Bellver (Cape Town, Južnoafrička Republika) | Kolovoz 1983.  | 255.000                 |
| Olympic Bravery (Ushant,Francuska)                       | Siječanj 1976. | 250.000                 |
| Showa-Maru. (Malazijski prolaz, Malezija)                | Lipanj 1975.   | 237.000                 |
| Amoco Cadiz (Finistere, Francuska)                       | Ožujak 1978.   | 223.000                 |
| Odyssey (Atlantski ocean, Kanada)                        | Studeni 1988.  | 140.000                 |
| Torrey Canyon (Otočje Scilly, UK)                        | Ožujak 1967.   | 120.000                 |
| Sea Star (Omanski zaljev)                                | Prosinac 1972. | 115.000                 |
| Irenes Serenada (Pilos,Grčka)                            | Veljača 1980.  | 102.000                 |
| Urquiola (Corunna, Španjolska)                           | Svibanj 1976.  | 101.000                 |

### Nestajanje šuma
Čovjek je uništio gotovo polovicu kišnih, tropskih šuma na svijetu. Ova tablica prikazuje koliko se šuma siječe godišnje i koristi kao drvena građa.
| ZEMLJA     | Godišnji gubitak u kvadratnim km. |
| ---------- | --------------------------------- |
| Brazil     | 17.658                            |
| Venezuela  | 9.240                             |
| Indonezija | 8.440                             |
| DR Kongo   | 7.344                             |
| Bolivija   | 5.916                             |
| Meksiko    | 5.161                             |
| Kolumbija  | 3.717                             |
| Peru       | 2.968                             |
| Burma      | 2.392                             |
| Malezija   | 1.860                             |

### Podaci o okolišu
- Bijelokljuna žuna je nekoć živjela u šumovitim močvarama. To je jedna od najrjeđih ptica na svijetu.
- Sve vrste nosoroga su danas zaštićene zakonom. Mnogi nosorozi ubijeni su zbog njihovih rogova jer se smatra da imaju ljekovito svojstvo.
- Populacija komodskog varana, najvećeg živućeg guštera, opasno je niska zato što ga prekomjereno love kolekcionari.
- Kornjače se često love zbog njihovog oklopa,mesa i jaja. Nekoliko vrsta morskih kornjača je također ugroženo.

### Ugrožene biljke
Uništavanje staništa, isušivanje močvara, širenje gradova i moderne poljoprivedne metode predstavljaju opasnost brojnim biljnim vrstama. One najugroženije ispisane su u tablici:
| Naziv - Lokacija                      | Znanstveni naziv      |
| ------------------------------------- | --------------------- |
| Divlji sago-SAD                       | Zania floridaris      |
| Orhideja-Meksiko                      | Phragmipedium         |
| Morski ladolež-Europa                 | Calystegia soldanella |
| Zelena vrčasta biljka-SAD             | Sarracenia oreophila  |
| Velikolisna palma-Madagaskar          | Marojejya darianii    |
| Mogranj s otoka Sokotra-Jemen         | Punica protopunica    |
| Afrička ljubica-Istočna Afrika        | Saintpaulia ionantha  |
| Plava vanda-Indija/Tajland            | Vanda coerulea        |
| Kanarski zmajevac,drvo-Kanarski otoci | Dracaena draco        |
| Kaoba-Ekvador                         | Persea theobromifolia |